# 三崎稲荷神社
三崎稲荷神社（みさきいなりじんじゃ）は、東京都千代田区神田三崎町にある神社。創建は、鎌倉時代の建久年間より前と伝えられる。室町時代中期には本郷にあったことが確認されているが、その後、何度か移転を繰り返し1905年（明治38年）に現在の場所となった。三代将軍徳川家光が崇敬し、登城する大名は必ず参拝し心身を清めたことから「清めの稲荷」とも称されている。

## 祭神
- 宇迦之御魂神
- 須佐之男大神
- 大市姫神
- 大物主神

## 歴史
この神社の創建時期は不明とされるが、社伝などによれば、建久（1190年から1199年まで）より前の仁安（1166年から1168年まで）頃または建久の頃と伝えられている。当初は武蔵国豊島郡三崎村の鎮守として、神田山（現在の駿河台）の山麓部（文京区本郷1丁目付近）に祀られたとされる。
小田原の北条氏が江戸城にいた時期、北条氏綱（北条早雲の子）がこの神社を尊宗したと伝わる。1524年（大永4年）正月、氏綱は数千歩に及ぶ社地を寄進した。その後、北条氏は1538年（天文7年）に社殿を造っている。
1590年（天正18年）、徳川家康が江戸に入城した。家康は江戸の開発を計画し、神田山を崩して埋め立てを始めた。当時海だった銀座や日比谷は、この時期に陸地となった。この埋め立てによって、三崎稲荷神社は現在の文京区後楽に移転した。二代将軍徳川秀忠の時期には、神田川の流路付け替えによって社地内が掘割となったため、東南方に移転した。
三代将軍徳川家光はこの神社を崇敬したため、参勤交代などで登城する大名は必ず参拝し心身を清めたことから「清めの稲荷」とも称されている。1659年（万治2年）、神田川改修に携わった伊達家の家臣、原田甲斐が工事の成功を願って名刀を奉納したという社伝が残る。
三崎町という町名は、1872年（明治5年）につけられている。その由来は、この神社にあると推定される。三崎という名は「岬」からきたものといわれる。それは、かつてこの地域が海沿いだったため、岬の部分に神社を勧請したものという。同年11月には、村社に列せられている。
当初の社殿は神田川南岸の土手上に鎮座し、『江戸名所図会』にも取り上げられていた。現在の地に移ったのは1905年（明治38年）のことで、甲武鉄道を万世橋まで延長したためであった。
その後関東大震災、昭和期の太平洋戦争によって、本殿を残して建造物はすべて焼失した。現存の社殿は、1963年（昭和38年）に復興造営したものである。
三崎稲荷神社は、家光や大名たちの故事によって旅行安全の利益があるとされる。かつて白瀬矗は南極探検に出発する際、この神社のお守りを携帯していた。そして探検出発前に大隈重信邸で開かれた決起集会のときには、重信の妻が隊員たちの無事を祈り、真綿のチョッキに三崎稲荷神社のお守りを縫い付けて全員に渡したと伝わる。｢お砂守り｣は、現在でも旅の安全のために神社で授かる人々がいる。

## 祭礼
三崎稲荷神社の行事は、宮司を中心に氏子総代会や氏子青年会が運営に当たっている。特に、節分祭や例祭、福餅つきなどには、氏子のみならず多くの参拝者が訪れるため、氏子組織が行事の事前準備、警備に大きくかかわることによって継承されてきた。
主な祭事、年中行事は以下のとおり。
| 行事名         | 日付     |
| -------------- | -------- |
| 歳旦祭         | 1月1日   |
| 新年祭、祈願祭 | 1月9日   |
| 節分祭         | 2月3日   |
| 例大祭         | 5月9日   |
| 夏越大祓式     | 9月9日   |
| 新嘗祭         | 11月25日 |
| 年越大祓式     | 12月31日 |

例大祭では2年に一度、5月に開催され、神輿渡御が行われる。この例大祭は、神田祭の本祭がない年に開催され、氏子町会神輿の連合渡御や本社大神輿が氏子青年会に担がれて氏子9町会を巡り宮入を行う。

## 文化財
参詣者が手や口を清めるために使った江戸時代後期の水盤1基が現存しており，2014年（平成26年）に千代田区指定文化財となった。この水盤は，神田の商人2名によって奉納されたものである。

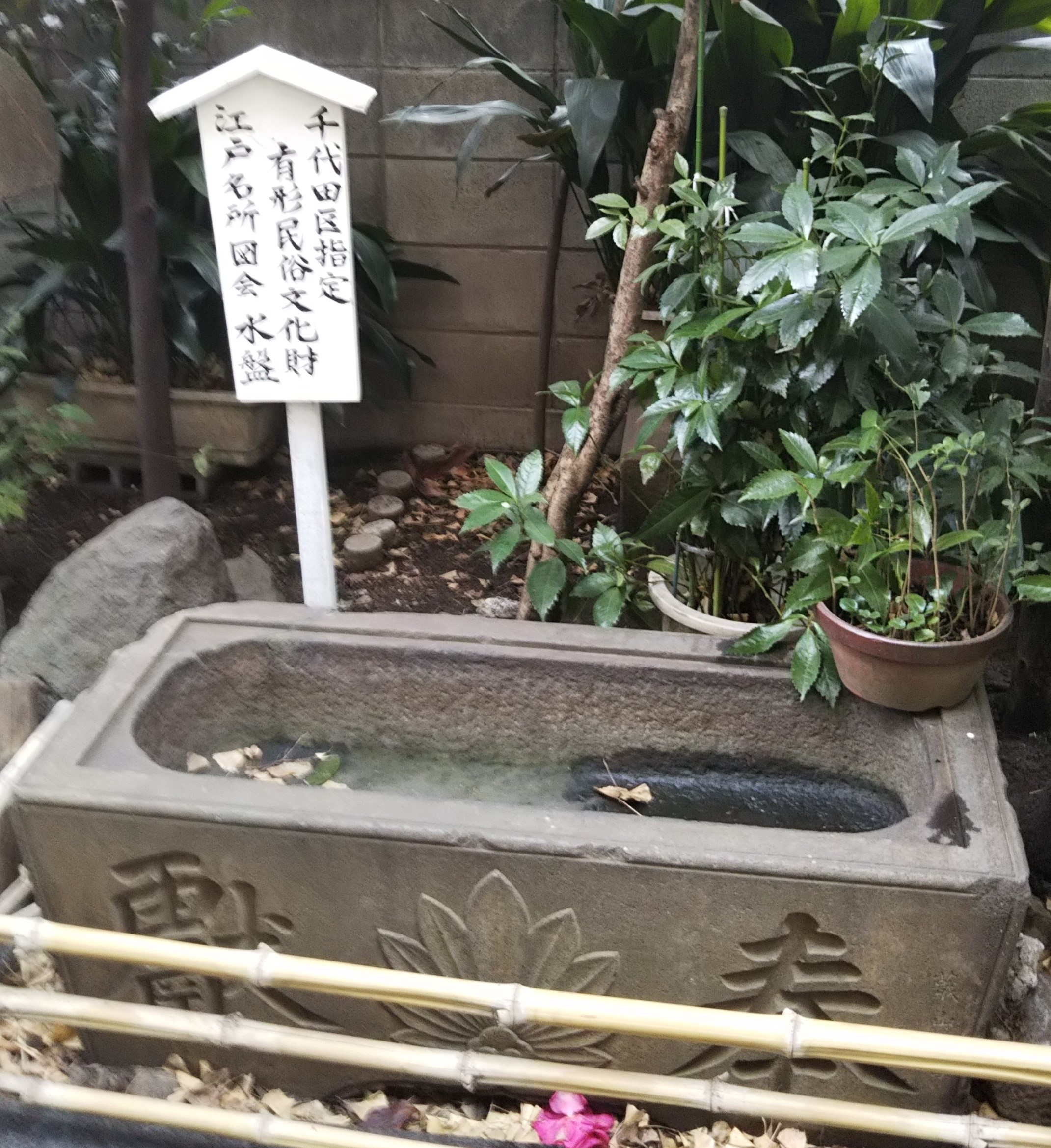
文化財指定されている水盤

## 氏子地域
- 三崎町一丁目町会
- 三崎町町会
- 西神田町会
- 西神田三丁目町会
- 神保町一丁目北部町会
- 神西町会
- 北神町会
- 神保町三丁目町会
- 一神町会[13]

## 交通アクセス
- JR東日本 総武線・中央線・都営地下鉄三田線 水道橋駅 徒歩約2分[3]

## 関連文献
- 斎藤長秋 編「巻之二 天枢之部 三崎稲荷」『江戸名所図会』 一、有朋堂書店〈有朋堂文庫〉、1927年、94-95頁。NDLJP:1174130/53。